# St. Andreas (Etting)

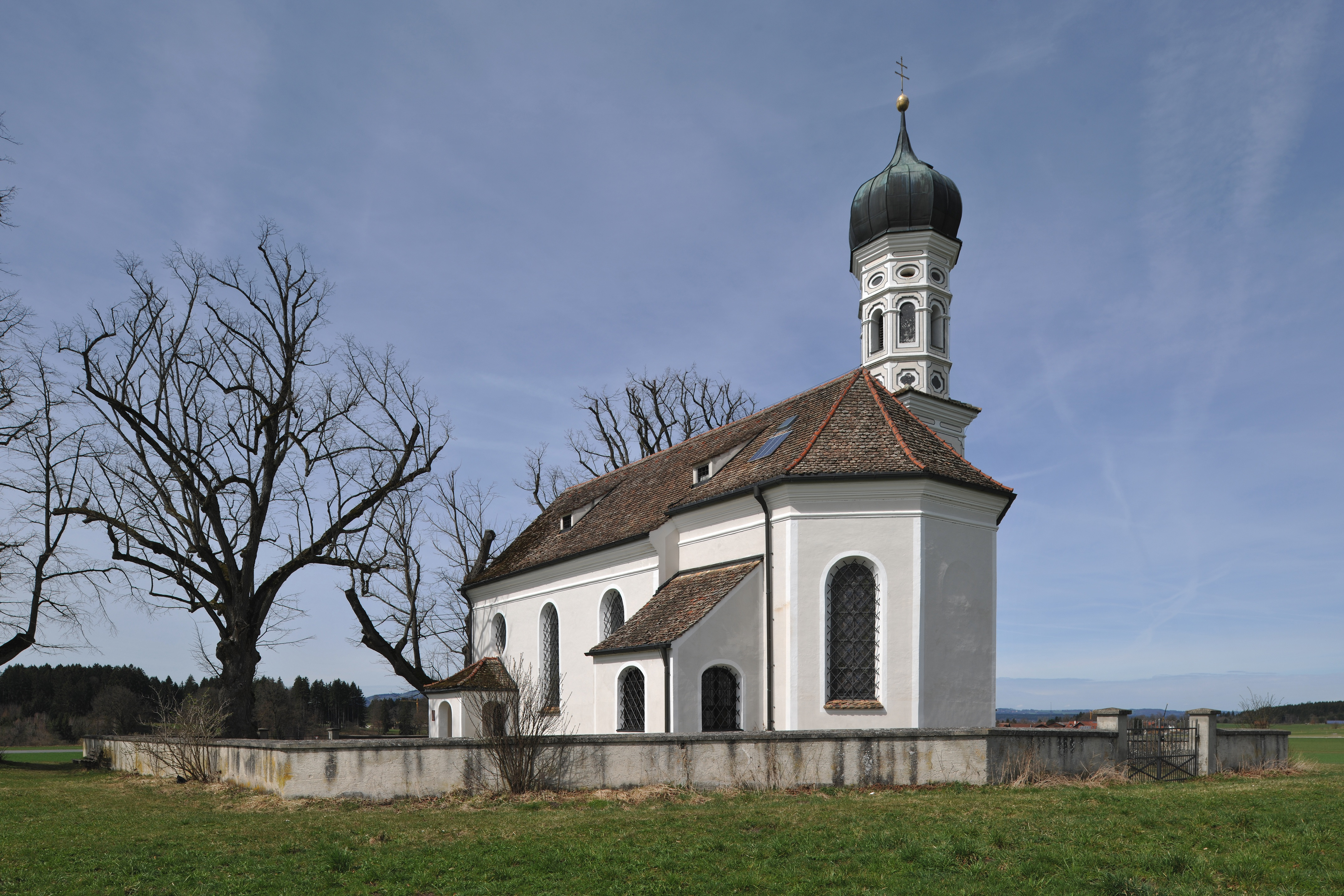
St. Andreas in Etting

Innenraum

Die römisch-katholische Filialkirche St. Andreas (auch St. Andrä) steht südlich von Etting, einem Gemeindeteil von Polling im oberbayerischen Landkreis Weilheim-Schongau. Das Bauwerk ist in der Liste der Baudenkmäler in Polling (bei Weilheim) als Baudenkmal unter der Nr. D-1-90-142-25 eingetragen. Die Kirche gehört zur Pfarreiengemeinschaft Polling im Dekanat Weilheim-Schongau des Bistums Augsburg.

## Beschreibung
Die Saalkirche wurde 1729 anstelle einer Feldkirche erbaut. Sie besteht aus dem Langhaus, dem eingezogenen, dreiseitig geschlossenen Chor im Osten, der Sakristei an der Südwand und dem Chorflankenturm auf quadratischem Grundriss an der Nordwand des Chors. Die eingezogenen achteckigen Obergeschosse des Turms schließen mit einer Zwiebelhaube ab. 
Zur Kirchenausstattung gehört ein Hochaltar aus Stuckmarmor, den 1779 Tassilo Zöpf geschaffen hat.